# إيان كروس
إيان كروس (بالإنجليزية: Ian Cross)‏‏ (6 نوفمبر 1925 - 3 نوفمبر 2019) صحفي، وروائي من نيوزيلندا.

## الجوائز
- شريك وسام القديس ميخائيل والقديس جورج